# Bennwihr
Bennwihr je občina v departmaju Haut-Rhin francoske regije Alzacija.
Leta 2008 je v občini živelo 1.323 oseb oz. 201 oseba/km².